# Mount Isa

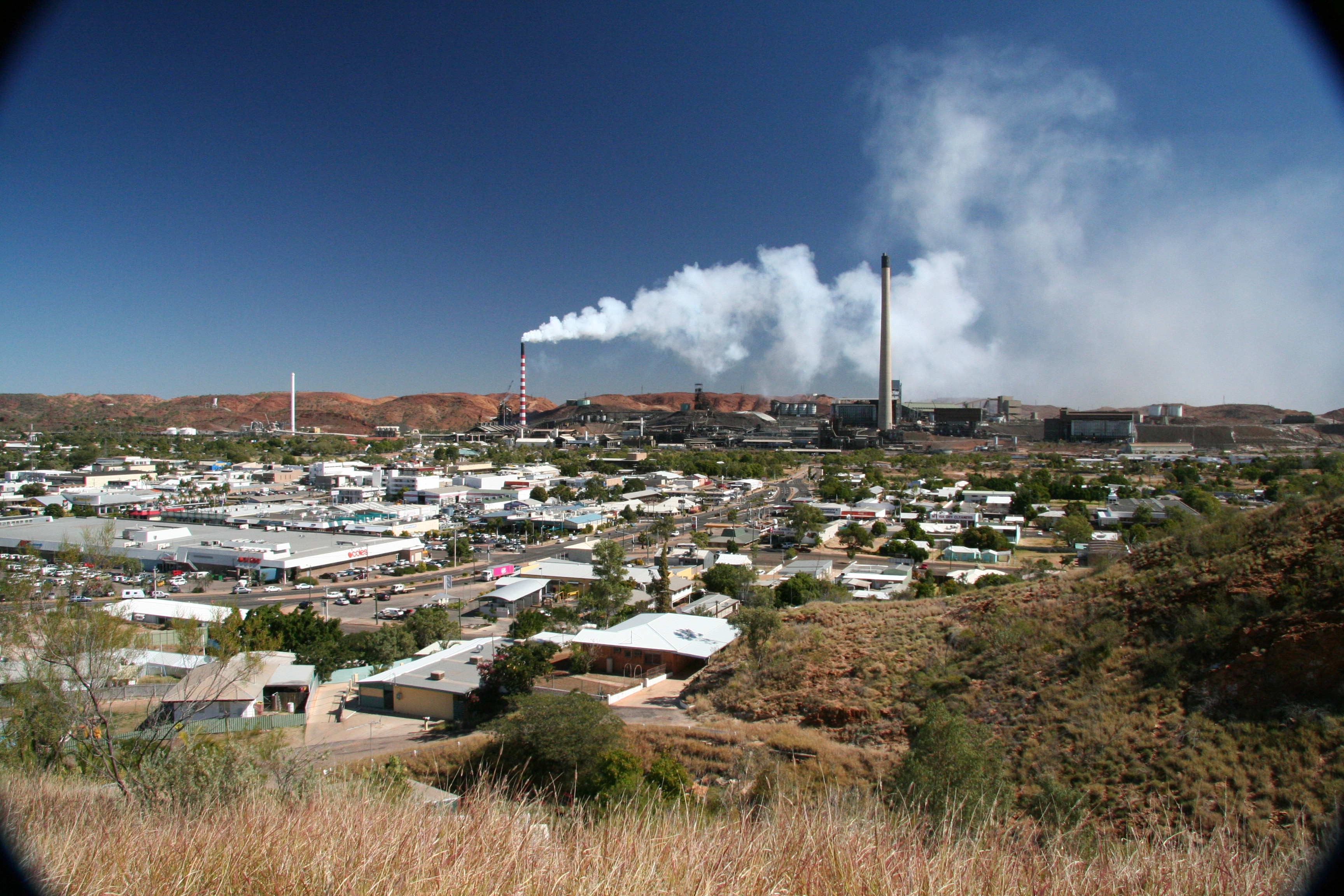
Mount Isa

Mount Isa i Queensland, Australien är världens till ytan största stadskommun. Den omfattar 43 010 kvadratkilometer . Invånarantalet i stadskommunen är ca 21.000. Mount Isa fick stadsrättigheter 1968. Traditionellt är gruvnäringen den viktigaste inkomstkällan med omkring 3 100 arbetstillfällen. I Mount Isa Mines bryts koppar, silver, bly och zink. Mount Isa räknas som rodeons huvudstad i Australien. Varje år i augusti hålls en rodeo som drar till sig upp till 10 000 besökare. 
Mount Isa ligger ca 900 km väster om Townsville, dit det går en järnväg. Till Brisbane är det drygt 1800 km från Mount Isa.